# 8 Pułk Ułanów (Cesarstwo Niemieckie)

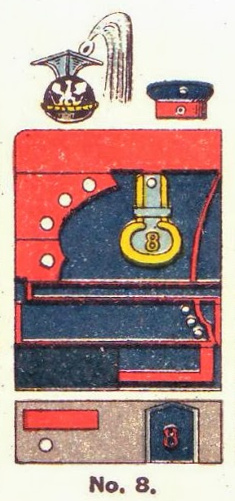
Oznaki pułku

8 Pułk Ułanów im. Hrabiego zu Dohna (Wschodniopruski)  (niem. Ulanen-Regiment „Graf zu Dohna“ (Ostpreußisches) Nr. 8)  – pułk kawalerii niemieckiej okresu Cesarstwa Niemieckiego.

## Charakterystyka
Pułk został sformowany 6 września 1812. Stacjonował w Gąbinie i Stołupiany . Wchodził w skład I Korpusu Armijnego .

 Wiosną 1914 był w strukturze 43 Brygady Kawalerii z 2 Dywizji Piechoty.
W wyniku mobilizacji, w sierpniu 1914 pułk osiągnął gotowość bojową i w składzie 1 Dywizji Piechoty z I Korpusu Armijnego został wysłany na front wschodni.

## Dowódcy pułku
| Stopień                     | Imię i nazwisko                  | Czasokres   |
| --------------------------- | -------------------------------- | ----------- |
| Oberst                      | Friedrich zu Dohna-Schlobitten   | 1815 – 1820 |
| Oberst                      | Ludwig von Paulsdorff            | 1820 –1829  |
| Oberst                      | Karl von Preußer                 | 1829 – 1831 |
| Oberst                      | Friedrich von Szerdahely         | 1831 – 1833 |
| Oberstleutnant              | Ferdinand von Schack             | 1833 – 1836 |
| Major/Oberstleutnant/Oberst | Friedrich von Urlaub             | 1836 – 1841 |
| Oberstleutnant/Oberst       | Wilhelm Fabian von Brozowski     | 1842 –1848  |
| Major/Oberstleutnant/Oberst | Louis von Mutius                 | 1848 – 1852 |
|                             | Emil von Czettritz und Neuhaus   | 1853 –1855  |
|                             | Ernst von Schaumburg             | 1855 – 1857 |
|                             | Alfred von Borcke                | 1857 – 1863 |
| Oberstleutnant/Oberst       | Hermann von Krosigk              | 1863 – 1866 |
|                             | Karl von Below                   | 1866 –1871  |
| Oberstleutnant/Oberst       | Wilhelm von Bomsdorff            | 1871 –1877  |
|                             | Karl Theodor Kutscher            | 1877 – 1881 |
|                             | Konstanz von Esebeck             | 1881 – 1887 |
|                             | Max von Mandelsloh               | 1887 –1892  |
| Oberstleutnant              | Christoph von Hövel              | 1892 –1893  |
|                             | Ernst Klockmann                  | 1893 –1897  |
|                             | Erich von Gustedt                | 1897 –1902  |
| Oberstleutnant/Oberst       | Gerard de Graaff                 | 1902 –1907  |
| Oberstleutnant              | Erich von Borcke                 | 1907 –1909  |
| Oberstleutnant/Oberst       | Georg Schoeler                   | 1909 –1913  |
| Oberst                      | Rudolf von Recum                 | 1913 –1914  |
| Oberst                      | Friedrich Schäffer von Bernstein | 1914 – 1915 |
| Oberstleutnant              | Heinrich Deetjen                 | 1915 – 1917 |
| Major                       | Eugen Steffens                   | 1917 –      |